# Fjodor Fjodorovič Arhipenko
Fjodor Fjodorovič Arhipenko, (rusko Фёдор Фёдорович Архипенко) sovjetsko-beloruski letalski častnik, vojaški pilot in letalski as, * 30. oktober 1921, Avcimoviči, danes Borbujski rajon, Mogiljovska oblast, Belorusija, † 28. december 2012, Moskva, Rusija. 
Arhipenko je v svoji vojaški karieri dosegel 30 samostojnih in 14 skupnih zračnih zmag.

## Življenjepis
Končal je Odeško vojnoletalsko šolo.
Med drugo svetovno vojno je bil pripadnik 17., 508. in 129. gardnega lovskega letalskega polka
Opravil je 467 bojnih poletovi in bil udeležen v 102 zračna spopada; letel je z I-15, LaGG-3, Jak-1, Jak-7b in P-39 Aircobra.

## Odlikovanja
- heroj Sovjetske zveze (27. junij 1945)
- red Lenina
- red rdeče zastave (4x)
- red domovinske vojne 1. stopnje in 2. stopnje
- red rdeče zvezde